# 南华镇 (高台县)
南华镇，是中华人民共和国甘肃省张掖市高台县下辖的一个乡镇级行政单位。

## 行政区划
南华镇下辖以下地区：
明永村、小海子村、墩仁村、大庄村、南寨子村、义和村、先锋村、智号村、礼号村、胜利村、信号村、南岔村、成号村、明水村和永进村。